# Gómatí
Gómatí nebo Gumti (anglicky Gomti River, hindsky गोमती) je řeka ve státě Uttarpradéš v Indii a v Nepálu. Je to levý přítok Gangy na jejím středním toku. Je 800 km dlouhá.

## Průběh toku
Pramení v Himálajích v Nepálu a prakticky celé povodí leží v Indoganžské rovině.

## Vodní režim
Nižší stavy vody jsou od října do května včetně. V ostatních částech roku je vodnatost řeky vyšší. V létě může docházet k povodním.

## Využití
Využívá se na zavlažování. Leží na ní město Lakhnaú.